# 長棘鋸魴鮄
長棘鋸魴鮄，為輻鰭魚綱鮋形目牛尾魚亞目角魚科的其中一種，分布於西大西洋區的墨西哥灣海域，體長可達35公分，為底棲性魚類，屬肉食性。